# Literatur-Kollegium Brandenburg

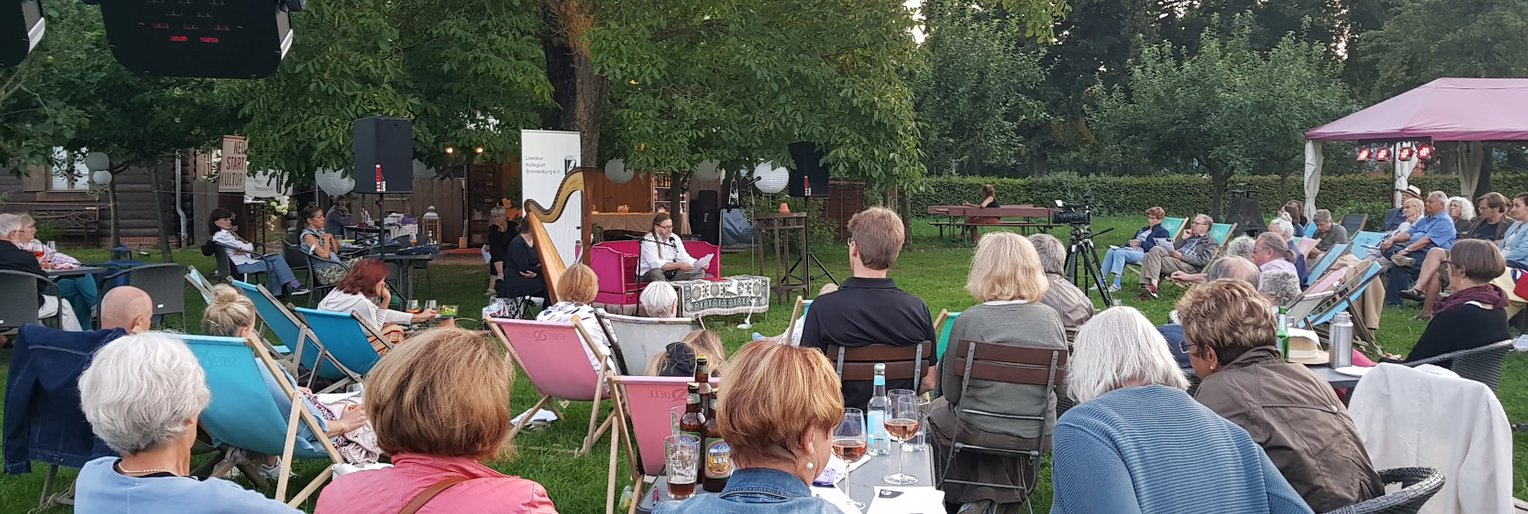
„Nacht der Poesie“ in den Gärten der Potsdamer Alexandrowka

Das Literatur-Kollegium Brandenburg e. V. (LKB) ist ein gemeinnütziger Verein, dem etwa 60 Schriftsteller, Regisseure, Journalisten, Übersetzer, Bibliothekare, Literaturwissenschaftler und Freunde der Literatur angehören. Es wurde 1990 von Walter Flegel und Manfred Richter gegründet, hat seinen Sitz in Potsdam und ist die mitgliederstärkste Literaturfördervereinigung des Landes Brandenburg.

## Tätigkeit
Das LKB fördert Autoren der Region, stellt Kontakte her – zwischen einzelnen Autoren und dem Lesepublikum – wie auch zu Verlagen, Buchhändlern, Medien, Museen und anderen öffentlichen Einrichtungen. Mit Lesungen und Publikationen will man im Land Brandenburg und in Berlin Interesse für das Medium Buch wecken und Vielfalt in die literarische Landschaft bringen.
Der Brandenburgische Literaturpreis wird seit 2006 vom Literatur-Kollegium ausgelobt und ist mit 500 Euro dotiert.
In der Nacht der Poesie in den Gärten der Potsdamer Alexandrowka wird jährlich ein Literatur-Publikumspreis vergeben.
Das LKB fördert Autorinnen und Autoren sowie literarischen Nachwuchs durch Werkstätten, Manuskriptdiskussionen und Lesungen. Zudem gibt es die Zeitschrift SchriftZüge – Brandenburgische Blätter für Kunst und Literatur und andere Anthologien heraus.
Seit 2020 nutzt das Literatur-Kollegium Brandenburg verstärkt die Möglichkeiten der Online-Lesungen.
Ein weiteres Ziel ist die Eröffnung eines literarisch produktiven Diskurses zwischen erfahrenen Schriftstellern und noch unbekannten Autoren. Zu den Ehrenmitgliedern des LKB gehören  Autoren wie Marianne Schmidt, Manfred Richter, Walter Kaufmann, Walter Flegel und Christa Kożik.

## Integration
Die Vereinigung bemüht sich um die Integration von Menschen ausländischer Herkunft, um internationalen Kulturaustausch, z. B. im Zusammenwirken mit dem Fachbereich Germanistik der Universität Potsdam. Auch Menschen mit Behinderungen werden in die laufenden Projekte integriert.